# Colin Goncalves
Colin Goncalves, född 24 maj 1952 är en indisk advokat och aktivist som förespråkar försvaret av de mänskliga rättigheterna och har grundat Human Rights Law Network (HLRM). Han har fått 2017 års Right Livelihood Award som utdelades i Stockholm den 1 december.

## Utbildning
Goncalves gick i skola i Mumbai och tog en ingenjörsexamen 1975 vid Indian Institute of Technology. Under sitt arbete upptäckte blev han intresserad av rättsvetenskap och började studera juridik. Han tog sin juristexamen vid Mumbaiuniversitetet 1982 och startade en advokatbyrå med fokus på mänskliga rättigheter.

## Human Rights Law Network
Tillsammans med två kollegor startade Goncalves People’s Law Center, eftersom arbetslagstiftning var obefintlig. År 1989 ändrades namnet till Human Rights Law Network (HRLN).

## Priser och utmärkelser
- 2005 – International Human Rights Award från American Bar Association
- 2010 – Mother Teresa Memorial Award[3]
- 2017 – Right Livelihood Award